# Anton Müller (Politiker, I)
Anton Ambros Müller (* im 19. Jahrhundert in Bochnia/Salzberg, Galizien, heute Polen; † im 19. Jahrhundert) war ein österreichischer Werksdirektor und Politiker.

## Leben
Müller war der Sohn des k.k. Beamten Vinzenz Müller und dessen Ehefrau Anna geb. von Remele. Er war römisch-katholisch und heiratete Augusta Kretz (* 1823/24; † 25. Januar 1847), die Tochter von Johann Kretz. Nach dem Tod der ersten Ehefrau heiratete er in zweiter Ehe Theresia Elisabeth Obersteiner (* 7. Juli 1831). Aus der zweiten Ehe ging eine Tochter und zwei Söhne (von denen einer jung starb) hervor.
Müller war Manipulations-Beamter der Wolfsberger Eisenwerksgesellschaft in Frantschach. 1837 wurde er Beamter bei den Eisenwerken der Gebrüder Rosthorn in Prävali/Prevalje. Ab 1846 war er Verweser an der Fürst Liechtenstein’schen Gewerkschaft in Rosenbach und ab 1848 Direktor des Streckwerkes in Buchscheiden bei Feldkirchen.
Er erhielt 1836 gemeinsam mit dem Werksdirektor Josef Schlegel ein Patent für die Erzeugung von Puddelstahl und war Mitte der 1850er-Jahre Erfinder eines Torfgasgenerators für Puddelöfen.

## Politik
Bei der Wahl zum Provisorischen Kärntner Landtag 1848 wurde er als stellvertretender Abgeordneter gewählt und war vom 17. Juli 1848 bis zum 4. März 1849 Stellvertreter von Albert Spieß. Ab dem 17. Oktober 1848 war er Mitglied des Landtagsausschusses.